# 蒂耶河畔马雷
蒂耶河畔马雷（法語：Marey-sur-Tille，法語發音：[maʁɛ syʁ tij]）是法国科多尔省的一个市镇，属于第戎区。

## 地理
蒂耶河畔马雷（47°35'53"N, 5°4'51"E）面积30.15 平方千米，位于法国勃艮第-弗朗什-孔泰大區科多尔省，该省份为法国中东部省份，北起奥布省，西接涅夫勒省和约讷省，南至索恩-卢瓦尔省，东南接汝拉省，东临上索恩省，东北部与上马恩省接壤。
与蒂耶河畔马雷接壤的市镇（或旧市镇、城区）包括：屈塞莱福日、蒂耶河畔伊斯、索勒迪克、瑟隆热、蒂耶河畔维耶、阿沃朗日、阿沃、丰斯格里沃。

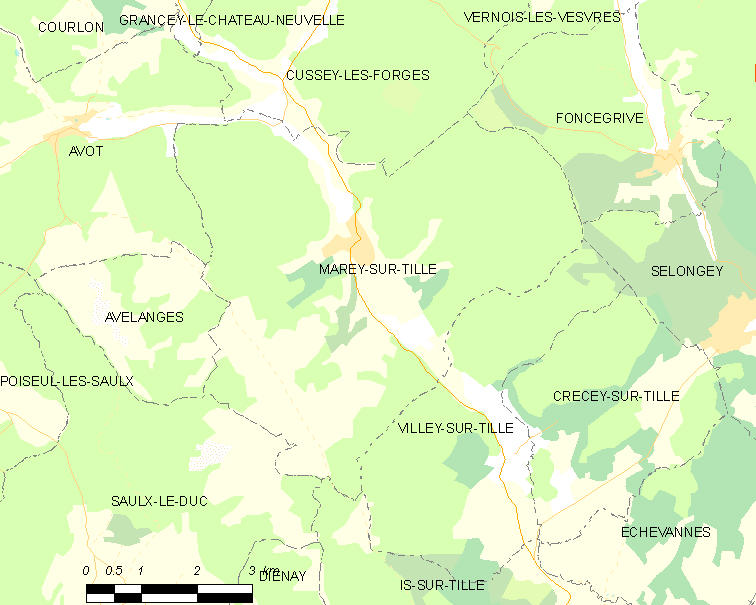
蒂耶河畔马雷的OSM定位图

蒂耶河畔马雷的时区为UTC+01:00、UTC+02:00（夏令时）。

## 行政
蒂耶河畔马雷的邮政编码为21120，INSEE市镇编码为21385。

## 政治
蒂耶河畔马雷所属的省级选区为蒂耶河畔伊斯县。

## 人口

1962-2008年间蒂耶河畔马雷人口变化图示

蒂耶河畔马雷于2022年1月1日时的人口数量为330人。